# Bali Ha'i (Better Call Saul)
«Bali Ha'i» es el sexto episodio de la segunda temporada de la serie de televisión estadounidense de AMC Better Call Saul, la serie derivada de Breaking Bad. El episodio, escrito por Gennifer Hutchison y dirigido por Michael Slovis, se emitió el 21 de marzo de 2016 en AMC en Estados Unidos. Fuera de Estados Unidos, se estrenó en el servicio de streaming Netflix en varios países.

## Trama
A Jimmy le resulta difícil adaptarse a su nuevo trabajo en D&M, y no puede dormir en su departamento, por lo que regresa a su antigua oficina en la sala de calderas, donde no tiene problemas para conciliar el sueño. A la mañana siguiente, Jimmy le deja a Kim un mensaje de voz en el que canta alegremente «Bali Ha'i» de South Pacific. Con la ayuda de Chuck, Kim es transferida fuera de la sala de revisión de documentos de HHM, pero Howard la trata con frialdad, quien le asigna tareas humillantes y serviles, incluso argumentando mociones imposibles de ganar en la corte.
Rich Schweikart de Schweikart & Cokely se acerca a Kim, quien le dice que estaba impresionado con su desempeño mientras argumentaba una moción que seguramente perdería. Él le ofrece un puesto en S&C que incluirá mejores salarios y beneficios, y la promesa de un trabajo significativo. Insegura de qué hacer, Kim alivia su estrés al hacer otra estafa con Jimmy. Engañan a un inversionista para que les dé USD $10,000, aunque a la mañana siguiente Kim le dice a Jimmy que no cobrarán el cheque, sino que lo guardarán como un «recuerdo». Ella le confía sus dudas sobre si mudarse a S&C, y expresa celos porque Jimmy siempre parece saber lo que quiere. Aunque está cada vez más frustrado con D&M, Jimmy le miente a Kim sobre cómo trabajar en D&M es todo lo que siempre ha querido.
Mike rechaza la oferta de USD $5,000 de Héctor para decir que el arma que se encontró cuando Tuco lo agredió es de Mike, por lo que Héctor tiene a sus secuaces, incluidos Leonel y Marco (los Primos), emprendiendo una campaña de acoso. Stacey y Kaylee reciben amenazas implícitas y explícitas, por lo que Mike acepta asumir la responsabilidad del arma, pero solo si es pagado con USD $50,000. Héctor está de acuerdo, y Mike luego le da USD $25,000 a Nacho para reembolsarle el dinero que Nacho le pagó para que hiciera arrestar a Tuco. Mike argumenta que le debe a Nacho, ya que la sentencia reducida de Tuco significa que Mike no estuvo a la altura de los términos de su acuerdo.

## Recepción

### Audiencias
Al emitirse, el episodio recibió 2,11 millones de espectadores en Estados Unidos, y una audiencia de 0,9 millones entre adultos de 18 a 49 años.

### Recepción crítica
El episodio recibió reseñas muy positivas de los críticos. Tiene una calificación 100% positiva con un puntaje promedio de 8,38 de 10 en el sitio de agregación de reseñas Rotten Tomatoes. El consenso de los críticos dice: ««Bali Ha'i», con un enfoque de calma antes de la tormenta, elimina brillantemente los tropos de confianza y proporciona un enfoque deseado en Kim y Mike».
Terri Schwartz, de IGN, le dio al episodio una calificación de 8,3, y escribió: «Los primos están de regreso cuando Héctor Salamanca hace cosas personales por Mike».